# Campioni italiani assoluti di atletica leggera - Maratonina femminile
Questa pagina raccoglie un elenco di tutte le campionesse italiane dell'atletica leggera nella maratonina, specialità che fa parte del programma dei campionati italiani assoluti di atletica leggera femminili dal 1980 ad oggi. Questa gara non si svolge durante i campionati italiani, bensì il titolo viene assegnato durante una gara di corsa su strada in una data differente.

## Albo d'oro
| Anno | Atleta (società)                                   | Prestazione |
| ---- | -------------------------------------------------- | ----------- |
| 1980 | Laura Fogli SNIA Milano                            | 1h17'04"    |
| 1981 | Alba Milana Fiat Sud Lazio                         | 1h18'03"    |
| 1982 | Laura Fogli SNIA Milano                            | 1h12'44"    |
| 1983 | Rita Marchisio Roata Chiusani                      | 1h15'00"9   |
| 1984 | Rita Marchisio Roata Chiusani                      | 1h12'08"    |
| 1985 | Anna Villani Associazione Sportiva Frascati        | 1h14'05"    |
| 1986 | Maria Curatolo Fiat Sud Formia                     | 1h13'58"8   |
| 1987 | Cristina Tomasini Ina Primavera Torino             | 1h17'30"    |
| 1988 | Maria Curatolo Fiat Sud Formia                     | 1h14'00"    |
| 1989 | Allison Rabour CIses Frascati                      | 1h12'56"    |
| 1990 | Silvana Cucchietti Ina Primavera Torino            | 1h18'02"    |
| 1991 | Anna Villani Fiat Sud Formia                       | 1h13'35"    |
| 1992 | Anna Villani Fiat Sud Formia                       | 1h12'01"    |
| 1993 | Anna Villani Fiat Sud Formia                       | 1h12'22"    |
| 1994 | Maria Guida Gruppo Sportivo Forestale              | 1h10'19"    |
| 1995 | Maria Curatolo PAF Verona                          | 1h14'14"    |
| 1996 | Lucilla Andreucci Gruppo Sportivo Forestale        | 1h11'32"    |
| 1997 | Lucilla Andreucci Gruppo Sportivo Forestale        | 1h13'59"    |
| 1998 | Lucilla Andreucci Gruppo Sportivo Forestale        | 1h16'58"    |
| 1999 | Maria Guida Gruppo Sportivo Forestale              | 1h14'24"    |
| 2000 | Maura Viceconte CUS Torino Asics                   | 1h10'48"    |
| 2001 | Maura Viceconte Turin Marathon                     | 1h12'55"    |
| 2002 | Maria Guida Gruppo Sportivo Forestale              | 1h09'27"    |
| 2003 | Rosaria Console Cras Taranto Basile Petroli        | 1h11'22"    |
| 2004 | Rita Jeptoo Sistinei Cover Avo                     | 1h12'47"    |
| 2005 | Bruna Genovese Gruppo Sportivo Forestale           | 1h40'40"    |
| 2006 | Gloria Marconi Runner Team 99                      | 1h12'55"    |
| 2007 | Anna Incerti Gruppo Sportivo Fiamme Azzurre        | 1h11'56"    |
| 2008 | Anna Incerti Gruppo Sportivo Fiamme Azzurre        | 1h13'57"    |
| 2009 | Rosaria Console Gruppi Sportivi Fiamme Gialle      | 1h11'31"    |
| 2010 | Rosaria Console Gruppi Sportivi Fiamme Gialle      | 1h13'14"    |
| 2011 | Nadia Ejjafini Runner Team 99                      | 1h08'27"    |
| 2012 | Valeria Straneo Runner Team 99                     | 1h07'46"    |
| 2013 | Claudia Pinna CUS Cagliari                         | 1h13'14"    |
| 2014 | Valeria Straneo Runner Team 99                     | 1h09'45"    |
| 2015 | Laila Soufyane Centro Sportivo Esercito            | 1h13"10     |
| 2016 | Rosaria Console Gruppo Sportivo Fiamme Gialle      | 1h13'01"    |
| 2017 | Sara Brogiato Centro Sportivo Aeronautica Militare | 1h14'48"    |
| 2018 | Valeria Straneo Laguna Running                     | 1h11'53"    |
| 2019 | Anna Incerti Gruppo Sportivo Fiamme Azzurre        | 1h14'09"    |
| 2020 | Valeria Straneo Laguna Running                     | 1h11'34"    |
| 2021 | Giovanna Epis Centro Sportivo Carabinieri          | 1h11'00"    |
| 2022 | Sofiia Yaremchuk Centro Sportivo Esercito          | 1h08'56"    |
| 2023 | Anna Arnaudo CUS Torino                            | 1h12'41"    |
| 2024 | Sara Nestola Calcestruzzi Corradini Excelsior      | 1h12'32"    |